# Соналы (Карагандинская область)
Соналы (каз. Соналы) — село в Нуринском районе Карагандинской области Казахстана. Административный центр и единственный населённый пункт Соналинского сельского округа. Находится примерно в 97 км к западу от районного центра, посёлка Нура. Код КАТО — 355273100.

## Население
В 1999 году население села составляло 634 человека (314 мужчин и 320 женщин). По данным переписи 2009 года, в селе проживало 219 человек (111 мужчин и 108 женщин).